# موردستان (كوهستان)
موردستان (بالفارسية: موردستان) هي قرية تقع في إيران في Kuhestan Rural District. يقدر عدد سكانها بـ 35 نسمة بحسب إحصاء 2016.